# Vicente Pascual Pastor
Vicente Juan Pascual Pastor (Alcoy, Alicante, 3 de junio de 1865 - 2 de febrero de 1941) fue un arquitecto español. Fue uno de los principales arquitectos del modernismo alcoyano y del modernismo valenciano.

## Biografía
Se formó en la Escuela de Arquitectura de Barcelona, y de nuevo en su ciudad natal, en 1891 se convierte en arquitecto municipal de Alcoy. Alterna ese cargo con la docencia en la Escuela Superior de industrias de Alcoy, antecesora del actual Campus de Alcoy, de la cual sería director de 1903 a 1914.
Desde 1902 y hasta su jubilación como profesor en 1930 crea y mantiene en la Escuela Industrial de Alcoy cursos de formación gratuita para obreros. Él mismo imparte clases nocturnas allí. En 1904 es nombrado presidente del Círculo Industrial de Alcoy. También es concejal del  Partido Liberal y amigo personal de José Canalejas en el Ayuntamiento de Alcoy.
Entre 1909 y 1913 es alcalde de la capital alcoyana. Como alcalde impulsó la construcción de viviendas para obreros en condiciones modernas y saludables. También desarrolló múltiples acciones de mejora urbanística, como la cúpula del depósito de aguas del Molinar, que abastece aún hoy a la ciudad. Dentro de la vida social e industrial de la ciudad, estuvo presente en la Caja de Ahorros de Alcoy y en el Círculo Industrial de Alcoy. Se casó en 1916 con Elena Pérez, con quien tuvo descendencia.
El estilo modernista del arquitecto alcoyano Vicente Pascual Pastor tendrá unas características más bien exuberantes y una influencia directa del art nouveau francés y belga. La gran mayoría de los proyectos realizados por Vicente Pascual se edificaron en Alcoy, siendo más de 50 las obras que realizó a lo largo de su vida. Realizó también algunas obras destacables en Bocairente (Valencia) y en Bañeres y Beniarrés (Alicante).
El arquitecto alcoyano siempre se preocupó por las condiciones de los obreros de Alcoy, hecho que demuestra su discurso de inauguración del curso 1899-1900 de la Escuela de Artes y Oficios de Alcoy, de la cual era profesor:
“Dedicadas estas Escuelas a la instrucción del obrero, nada más natural y lógico que hablar aquí de algo que al mismo se refiera (…). Construido Alcoy entre dos ríos que le sirven de valla infranqueable, no le ha sido posible extenderse en sentido horizontal, habiéndose construido las calles, aunque rectas, muy estrechas y las casas muy altas, siendo de cuatro y cinco pisos la generalidad, con carencia absoluta de patios de ventilación en el interior de las manzanas. Quien como el que os dirige la palabra, por la profesión que ejerce, se ve precisado a visitar con frecuencia las viviendas de las que tratamos, no puede menos que salir con el ánimo tristemente impresionado, al ver hacinadas muchas familias en sitios en los que ni hay luz ni aire suficiente para la respiración (…). Agréguese a las malas condiciones apuntadas, el abandono de muchos de los propietarios, que, unas veces por incuria, otras por falta de medios económicos, las dejan abandonadas y no introducen en ellas las reformas que un principio humanitario exige, viéndose en muchas de ellas que para todos sus habitantes no existe más que un solo retrete sin comunicación con la alcantarilla, con establos donde permanecen depositadas las inmundicias durante muchos días, sin más desagües que un inmundo pozo negro (…). Es preciso que la piqueta entre sin contemplación de ninguna clase, y reduzca a polvo esos inmundos edificios, que, más que viviendas de hombres, semejan pocilgas”.
Ya en la actividad privada de nuevo, levanta el parque de bomberos de Alcoy y la ampliación de la fábrica de Carbonell, actual sede de la Escuela Politécnica Superior de Alcoy. En 1922-23 se pone en funcionamiento desde Madrid la Oficina Técnica para la Construcción de Escuelas. Vicente Pascual es nombrado para coordinarlo en la provincia de Alicante. Tuvo una intensa actividad, logrando la construcción de numerosas escuelas en muchos municipios, muy acorde con alguien que impartía docencia gratuita por conciencia personal. 
El comienzo de la Guerra civil española  le encuentra como facultativo municipal. El gobierno municipal queda controlado por grupos anarquistas y comunistas que inician un programa de eliminación de ciudadanos "no afectos". El colegio de las Esclavas, construido por Vicente para niños pobres, es desahuciado por el Ayuntamiento republicano y convertido en checa, cárcel política. Todas las propiedades inmuebles de Vicente Pascual son requisadas y sus objetos destruidos, incluida una talla de la Virgen del siglo XVII. Su nombre aparece en una lista de hombres a los que eliminar por ser ricos y muchos proponen "darle el paseo" (asesinarle). Al diferencia de otros "depurados", Vicente Pascual se salva por la mediación de algunos obreros que habían asistido a sus clases gratuitas y beneficiado de toda su labor social. Su hijo Eduardo de 14 años también es detenido y encarcelado y, con dificultad, consigue su padre sacarlo de allí. Robadas sus posesiones por el ayuntamiento republicano, pasan el resto de la guerra refugiados en el último piso de la casa de un amigo. El fin de la guerra permite que se le restituya sus propiedades inmuebles.

En el año 2015 se celebró en Alcoy el "Año Vicente Pascual", organizado por el Ayuntamiento de Alcoy, con motivo del 150.º aniversario de su nacimiento, con un ciclo de tres conferencias en el Círculo Industrial de Alcoy y otros actos conmemorativos. 

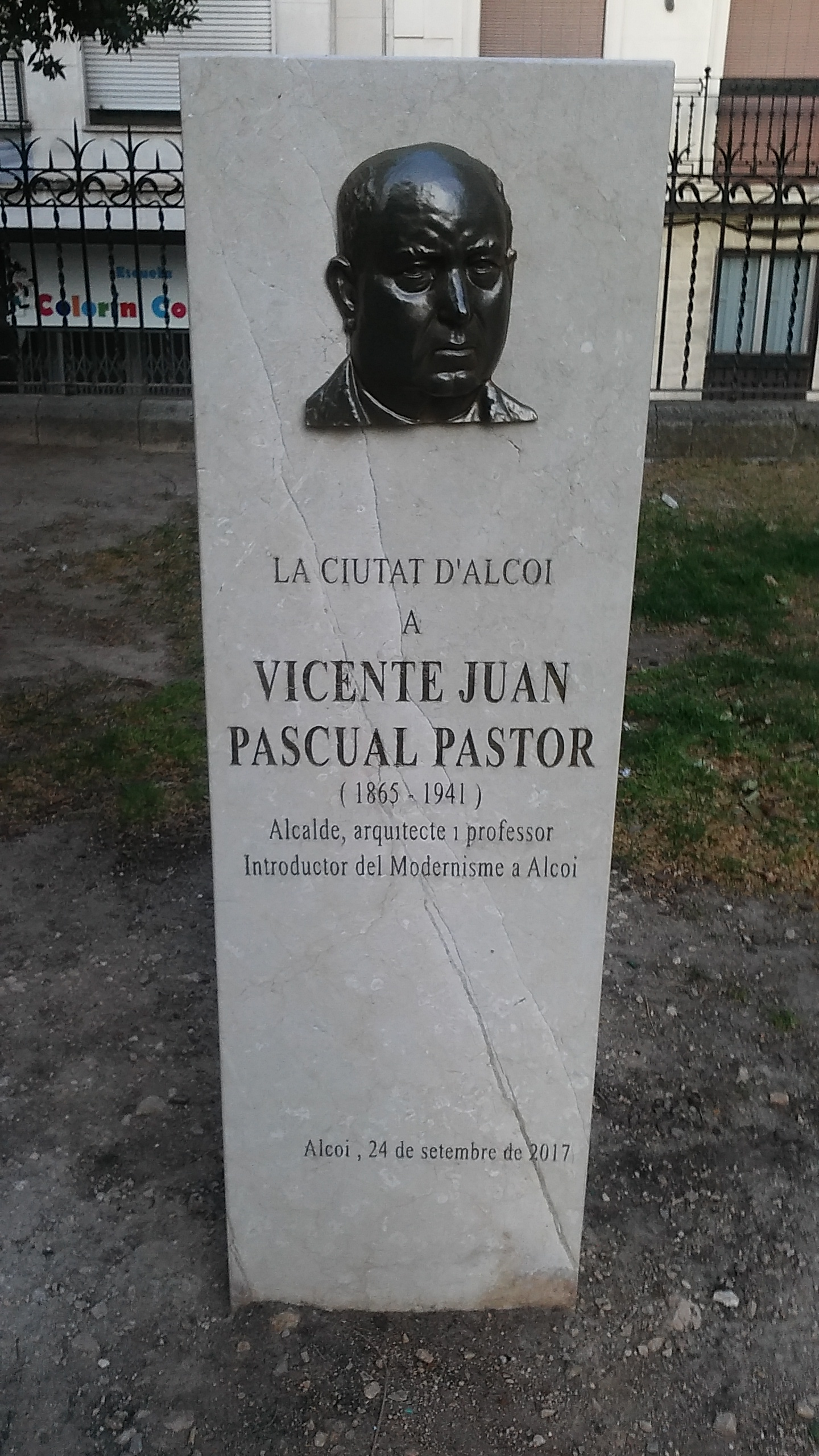
Monolito a Vicent Pascual Pastor en el parque de la Glorieta de Alcoy.

 El 24 de septiembre de 2017 se colocó un monolito en su memoria en el parque de la Glorieta de Alcoy como acto de clausura de la I edición de la Fira Modernista de Alcoy, con la asistencia de las autoridades locales y de sus familiares. En el acto, participó con un discurso de agradecimiento, Enrique Villar Pascual, nieto del arquitecto alcoyano.

## Obras

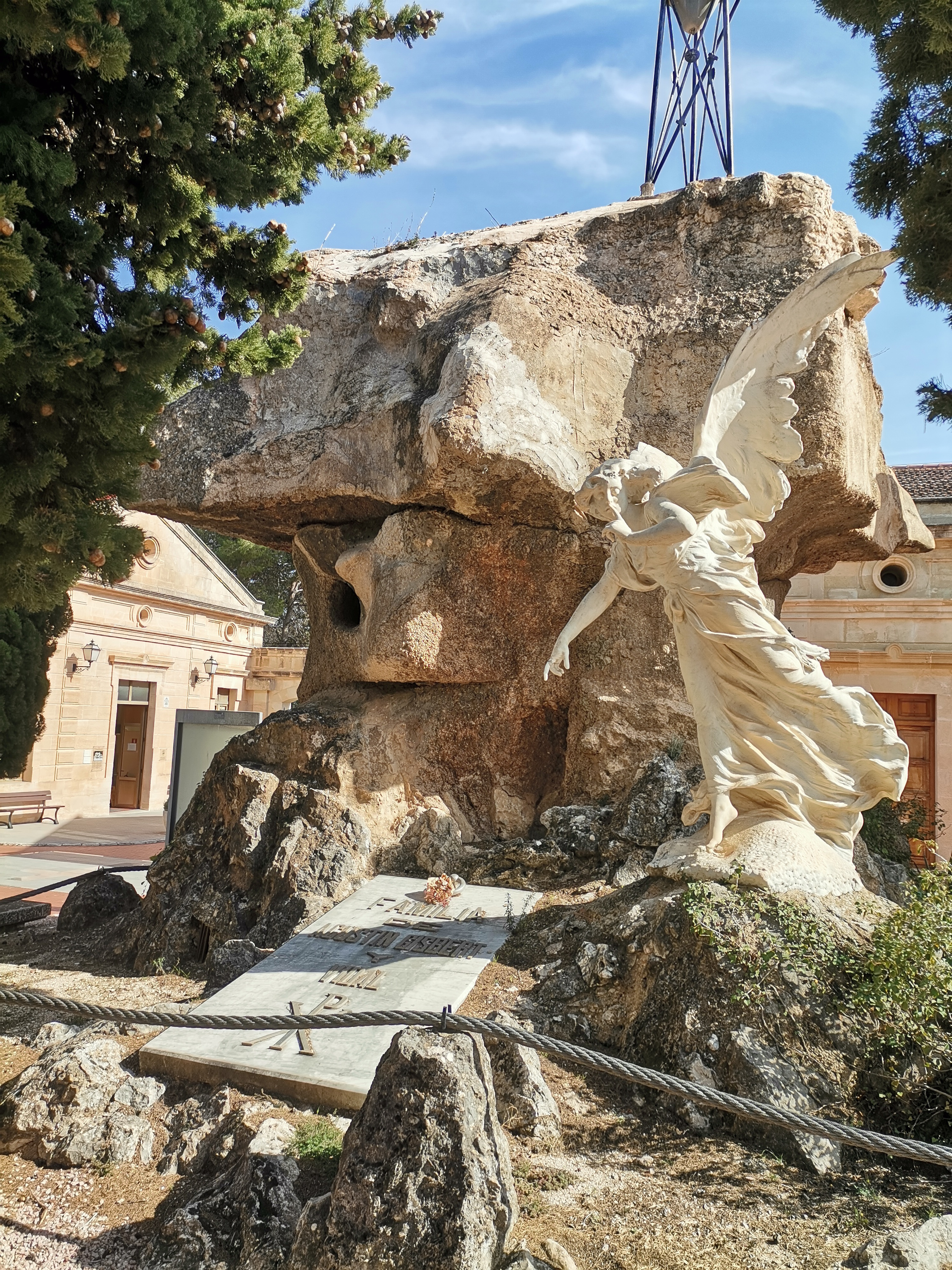
Frontal del Panteón familiar de Agustín Gisbert Vidal en el cementerio de Alcoy, (1903).

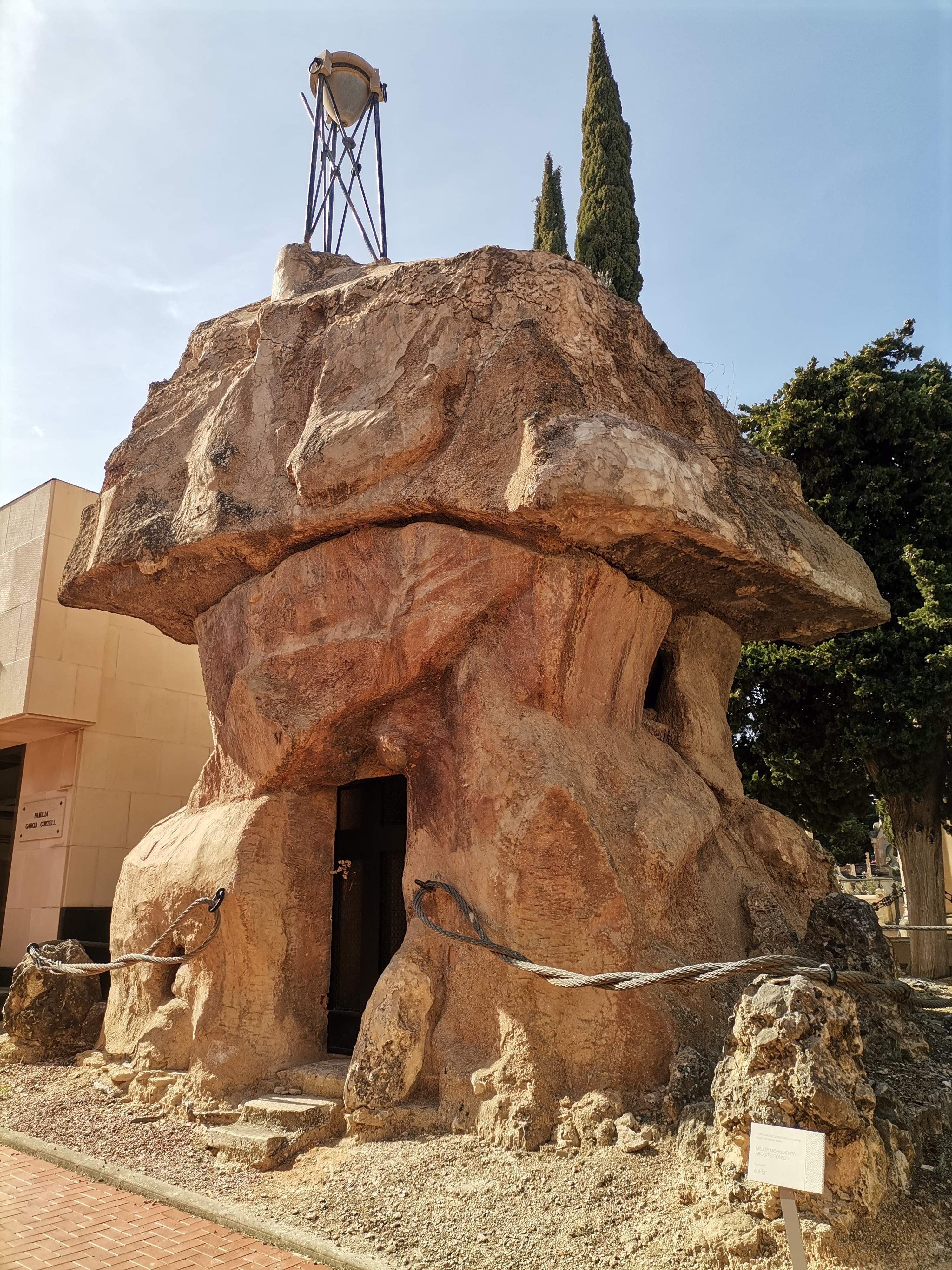
Trasera del Panteón familiar de Agustín Gisbert Vidal en el cementerio de Alcoy, (1903).

Esta es la relación de sus obras más importantes ordenadas cronológicamente:
- Reforma de la Real Fábrica de Paños de Alcoy o casa de la Bolla, (1890).
- Gruta del Círculo Industrial de Alcoy, (1896).
- Glorieta de Alcoy, reforma del parque, (1899).
- Masía La Carrasca, en Agres (Alicante), (1900).
- Edificio en calle San Nicolás número 9, en Alcoy, (1901).
- Edificio en la Plaza de España número 7, en Alcoy, (1901).
- Hospicio en Bocairente (Valencia), (1901).
- Casa de José María Belda Belda, en Bocairente (Valencia), (1901).
- Masía Foyeta en Bocairente (Valencia), (1901).
- Masía Regadiu en Bocairente (Valencia), (1901).
- Masía Vilars en Bocairente (Valencia), (1901).
- Convento de las Agustinas en Bocairente, (1901).
- Grupo de casas obreras en el Passeig del Viaducte números 7 y 9, en Alcoy, (1902).
- Casa de la Nueva Balsa (familia Belda), en Bañeres (Alicante), (1902).
- Panteón familiar de Agustín Gisbert en el cementerio de Alcoy, (1903).[6]
- Panteón de Anselmo Aracil en el cementerio de Alcoy, (1903). Eclecticismo historicista.
- Fábrica en calle Agres 8, en Alcoy. (1904-1913).
- Edificio en calle San Nicolás 29 de Alcoy, (1905). Edificio privado modernista.
- Casa Vilaplana. Edificio privado modernista, (1906).
- Casa de Escaló. Estilo art nouveau, actualmente alberga el Conservatorio de Música y Danza Joan Cantó, (1906-1908).
- Casa Mataix. Edificio privado modernista, (1907).
- Casa del Pavo. Edificio privado modernista, (1908-1909).
- Chalé «El Parque» en la esquina de calle Oliver con calle Isabel II, en Alcoy, (1908).
- Fábrica y vivienda del industrial Francisco Rodes Masanet, en calle Agres número 3, en Alcoy, (1908).
- Fábrica de Carbonell  en Alcoy. Desde 2006 es uno de  los edificios de la Escuela Politécnica Superior de Alcoy (entre 1909 y 1917).
- Fábrica de Federico Tort en la esquina de la calle Oliver con calle Isabel II, en Alcoy, (1909-hasta 1920).
- Edificio en calle San Lorenzo número 5, en Alcoy, (1910).
- Edificio en calle San Nicolás número 4, en Alcoy, (1910).
- Monte de Piedad y Caja de Ahorros de Alcoy. Edificio bancario de estilo modernista, (1908-1910).
- Panteón de Salvador García Botí (Escaló) en el cementerio de Alcoy. (1911).
- Chalet de Carlos Pérez "El Teix" en avenida de La Alameda número 56, en Alcoy, (1912).
- Edificio en calle San Lorenzo número 27, en Alcoy, (1913).
- Iglesia de San Roque y San Sebastián, en Alcoy, (1914).
- Parque de Bomberos, en Alcoy. Estilo art nouveau, (1914).
- Matadero en Bañeres (Alicante). Esta obra no llegó a ejecutarse, (1917).
- Fábrica de Mataix en la esquina de la calle Echegaray con la calle Verge dels Lliris, en Alcoy, (1918).
- Casa y fábrica en calle Vistabella números 14 y 18, en Alcoy, (1919).
- Fábrica de Rafael Monllor en la calle Oliver números 4, 6 y 8, en Alcoy. (1920).
- Fábrica de Terol Monllor en la plaza Gonçal Cantó, en Alcoy, (1920).
- Fábrica de Hilados y Tejidos del industrial Bernabeu en la calle Alcolecha número 4, en Alcoy, (1920).
- Fábrica en Passeig del Viaducte número 26, en Alcoy, (1920).
- Edificio de sindicato en la calle Sant Joan de Ribera número 1, en Alcoy, (1921).
- Fábrica de  Ferrándiz, en Alcoy. Desde 1997 es uno de  los edificios de la Escuela Politécnica Superior de Alcoy (1922).
- Fábrica en la calle Agres número 4, en Alcoy, (1922).
- Fábrica de gaseosa "La Bohemia" en la calle Na Saurina d’Entença número 11, en Alcoy, (1922).
- Fábrica en calle San Juan de Ribera número 6, en Alcoy, (1922).
- Edificio en calle San Nicolás número 46, en Alcoy, (1924).
- Grupo Escolar Cervantes, en Alcoy, (1925).
- Edificio en calle Rigoberto Albors número 7, en Alcoy, (1925).
- Recinto de religiosas en el cementerio de Alcoy. Construido para albergar a todas las congregaciones alcoyanas, (1925).
- Edificio en la calle Santo Tomás número 23, en Alcoy, (1926).
- Fundición de Vicente Miró en la calle Quevedo, en Alcoy, (1926).
- Reforma de edificio de la Unión Alcoyana en la plaza de España número 21, en Alcoy, (1928).
- Edificio en avenida La Alameda número 59 para Pedro Zamora, en Alcoy, (1931).